# Pelican Bay, Florida
Pelican Bay är en ort (CDP) i Collier County, i delstaten Florida, USA. Enligt United States Census Bureau har orten en folkmängd på 6 346 invånare (2010) och en landarea på 7,6 km².